# 数字生活网络联盟
数字生活网络联盟（英語：Digital Living Network Alliance，简称：DLNA）是一个由消費性電子、行動電話以及電腦厂商组成的联盟组织。该组织的目标在于建立一套可以使得各厂商的产品互相连接，互相适应的工业标准，从而为消费者实现数字化生活。联盟成员包括飞利浦、三星電子、松下、惠普、索尼、微软、英特尔和诺基亚在内的众多业界领袖。

## 歷史
最初索尼於2003年6月創立Digital Home Working Group，並於一年後更名為DLNA聯盟。
2017年2月20日，数字生活网络联盟在其官网宣布：本组织的使命已经完成，已于2017年1月5日正式解散，相关的认证将移交给SpireSpark公司。

## 產品種類
產品的種類主要可以分为：
家用網路設備：
- Digital Media Server（DMS）數位媒體伺服器：提供了媒體檔案的獲取、錄製、儲存以及作為源頭的裝置。
- Digital Media Player（DMP）數位媒體播放器：可尋找並播放或輸出任何由 DMS 所提供的媒體檔案的裝置。
- Digital Media Controller（DMC）數位媒體控制器：作為遙控裝置使用，可尋找 DMS 上的多媒體檔案，並指定可播放該多媒體檔案的 DMR 進行播放或是控制多媒體檔案上下傳到 DMS 的裝置。
- Digital Media Renderer（DMR）數位媒體渲染器：可接收並播放從 DMC 推送過來的媒體檔案。
- Digital Media Printer（DMPr）數位媒體印表機：DMPr 的印表機可以在 DLNA 網路架構下提供列印功能。

行動手持設備：
- Mobile Digital Media Server（M-DMS）行動式數位媒體伺服器：針對手機等體積較小、輕巧可行動式的電子裝置所定義的伺服器，多媒體格式支援與一般DMS稍有不同。
- Mobile Digital Media Player（M-DMP）行動式數位媒體播放器：同樣是針對行動裝置的播放器，多媒體格式支援與一般 DMP 稍有不同。
- Mobile Digital Media Uploader（M-DMU）行動式數位媒體上傳控制器：可將檔案上傳至伺服器，供伺服器分享給播放器作播放。
- Mobile Digital Media Downloader（M-DMD）行動式數位媒體下載控制器：將伺服器上的檔案下載到裝置上。
- Mobile Digital Media Controller（M-DMC）行動式數位媒體控制器：功能與 DMC 相同。

目前支援的媒體格式有：
- 图片：JPEG、PNG
- 聲音：LPCM、MP3、AAC、WMA
- 影片：MPEG2、MPEG-4、WMV

## 版本
DLNA 產品的版本主要為：
v1.0
- 數位媒體伺服器（DMS，Digital Media Server）：提供了媒體檔案的獲取、錄製、儲存以及作為源頭的裝置。
- 數位媒體播放器（DMP，Digital Media Player）：可尋找並播放或輸出任何由DMS所提供的媒體檔案的裝置。

v1.5除了原有的DMS和DMP，新增了數種裝置及機能：
- 移动式數位媒體伺服器（M-DMS，Mobile Digital Media Server）：針對手機等體積較小、輕巧可移動式的電子裝置所定義的伺服器，多媒體格式支援與一般 DMS 稍有不同。
- 移动式數位媒體播放器（M-DMP，Mobile Digital Media Player）：同樣是針對移動裝置的播放器，多媒體格式支援與一般DMP稍有不同。
- 數位媒體控制器（DMC，Digital Media Controller）：作為遙控裝置使用，可尋找DMS上的多媒體檔案，並指定可播放該多媒體檔案的DMP進行播放或是控制多媒體檔案上下傳到DMS的裝置。
- 數位媒體印表機（DMPr，Digital Media Printer）：DMPr的印表機可以在DLNA網路架構下提供列印功能。

v2.0包括以下功能：
- 电子节目单（EPG）
- 内容同步（Content Sync）
- 用户界面（GUI）
- 一键式密码共享（WPS）
- 媒体格式（Media Formats）
- 定时录制（Scheduled recording）和数字版权管理（DRM）。

v3.0
响应时间提升，能效优化，支持HEVC编码
v4.0
解决了PC、电视和移动设备之间“媒体格式不支持”的问题，同时支持超高清电视内容流媒体传输。